# Kaharlyk
Kaharlyk (em ucraniano:  Кагарлик) é uma cidade da Ucrânia, situada no Oblast de Kiev. Tem 21 km² de área e sua população em 2020 foi estimada em 13.461 habitantes.